# محمد يونس الجونفوري
العلَّامة المُحدِّث الشيخ مُحمَّد يُونُس بن شَبّير أحمد بن شير علي الجَونفوري السَّهَارَنْفوري (بِالأُورديَّة: محمد یونس جونپوری) هو عالمٌ مُسلم ومُحدِّث من كِبار مُحدثي القرنين الرابع عشر والخامس عشر الهجريين. وُلد في الهند البريطانيَّة يوم 25 رجب 1355هـ المُوافق فيه 10 تشرين الأوَّل (أكتوبر) 1937م، في منطقة «كهيتا سرائي» من مديرية «جون پور». بدأ دراسته للعُلُوم الشرعيَّة في الثالث عشر من عُمره في مدرسة ضياء العُلُوم في منطقة «ماني كلان» في المُديرية سالِفة الذِكر، وتعلّم اللُغة الفارسيَّة، ودرس الكتب الابتدائيَّة للمنهج النظامي السائد في الهند وباكستان. التحق بِجامعة مظاهر العلوم في الهند - إحدى كبريات المدارس الإسلاميَّة المُعاصرة - في شهر شوَّال سنة 1377هـ وتخرَّج منها سنة 1380هـ، ثُمَّ عُيِّن مُدرسًا فيها سنة 1381هـ، واشتغل بالتدريس إلى أن أصبح شيخ الحديث فيها سنة 1388هـ، حيثُ درَّس صحيح البخاري لِنحو نصف قرن، واستمرَّ على هذا إلى أن تُوفي يوم الثُلاثاء 17 شوَّال 1438هـ المُوافق فيه 11 تمُّوز (يوليو) 2017م عن عمر ناهز 83 عامًا.
كتب الجونفوري رسائل وأبحاثًا عديدة ومُفيدة، بِالعربيَّة والأُوردية، جمع كثيرًا منها تلميذه الشيخ مُحمَّد أيوب السورتي، وطبع منها أربع مُجلَّدات باسم «اليواقيت الغالية»، كما جمع كِبار أصحابه تقريراته الكثيرة على الكُتب. وقد تأثَّر الشيخ يونس كثيرًا بأئمة الحديث الأوائل، وبِالإمامين ابن تيمية وابن حجر العسقلاني، وكان واسع العلم في مجال الحديث ورجاله وتحقيق مسائله، واستمرَّ إلى آخر حياته يتتبع آثار المُحدّثين وما يستجد إصداره والعثور عليه من كُتبهم.

## نشأته ودراسته
وُلد مُحمَّد يُونُس الجَونفوري في قرية «كُورَيْني» قُرب «جون پور» في ولاية أُتر پرديش بِالهند، وذلك في صباح يوم الاثنين الساعة السابعة في تاريخ 25 رجب 1355هـ المُوافق فيه 2 تشرين الأوَّل (أكتوبر) 1937م. تُوفيت أمه وهو في سن الخامسة، فربَّته جدَّته لأمه، ثُمَّ التحق بالكتاتيب وأخذ فيها القراءة والكتابة والمبادئ، وبعدها انتقل إلى مدرسة ضياء العلوم في منطقة «ماني كلان» قرب قريته، واستزاد من العُلُوم فيها، وأكثر استفادته فيها من الشيخين ضياء الحق الفيض آبادي، وعبد الحليم الجونفوري. ثُمَّ التحق بِجامعة مظاهر العُلوم في سهارنپور في شوَّال سنة 1373هـ، وتخرَّج منها بعد ثلاث سنين، مُبديًا تفوقًا في العُلُوم الإسلاميَّة، خاصةً علم الحديث. وفي سنة 1377هـ لازم الجونفوري الإمام مُحمَّد زكريَّا الكاندهلوي والعلَّامة مُحمَّد أسعد الله الرامْفُوري، بعد أن لفت انتباههما بِسعة علمه. أخذ الجونفوري عن أُستاذه الكاندهلوي جميع صحيح البُخاري قراءةً وسماعًا، وبعض مُقدِّمة صحيح مُسلم، ونصف سنن أبي داود، والرسائل الثلاث، والسُنبُليَّة - وغيرها، وأجاز لهُ إجازة عامَّة. ومن أساتذته الآخرين الذين أجازوا له: العلَّامة مُحمَّد أسعد الله الرامْفُوري والشيخ منظور أحمد السهارنفوري، وأمير أحمد بن عبد الغني الكاندهلوي.

## التدريس
عُيِّن مُدرسًا في جامعة مظاهر العُلُوم في شهر شوَّال سنة 1381هـ، لِيُدرِّس صحيح مُسلم، وسنن أبي داود، والنسائي، وابن ماجه، والموطأ بروايتيه، وعددٍ من كُتُب الفقه وأصوله. وفي شوَّال سنة 1388هـ استخلفهُ شيخه مُحمَّد زكريَّا الكاندهلوي في منصبه، فأصبح شيخ الحديث في الجامعة المذكورة، واستمرَّ بِمنصبه هذا حوالي 48 سنة.

## تحقيقاته
جمع الشيخ مُحمَّد أيُّوب السورتي الكثير من رسائل الجونفوري وتحقيقاته وتخريجاته بِالُّلغتين العربيَّة والأُوردية، وطبع منها أربع مُجلَّدات كبار في مدينة ليستر ببريطانيا، باسم «اليواقيت الغالية». كما أخرج الدكتور مُحمَّد أكرم الندوي كتاب «الفرائد في عوالي الأسانيد وغوالي الفوائد» من وضع الجونفوري. بِالإضافة لِتحقيقه صحيح البُخاري وإصداره بِعنوان «نبراس الساري إلى صحيح البُخاري»، حقَّق الجونفوري كُتُبًا إسلاميَّة تُراثيَّة عديدة أُخرى، أبرزها كتاب التوحيد في الرد على الجهميَّة.

## وفاته
عانى الجونفوري من الأمراض غالب عمره، واشتد به الأمر أواخر حياته، وقد تراجعت حاله جدًّا وشارف على الموت في أكثر من مُناسبة، ثُمَّ تعافى ونشط، إلى أن تُوفي صبيحة الثُلاثاء 17 شوَّال 1438هـ المُوافق فيه 11 تمُّوز (يوليو) 2017م بِمقر إقامته في سهارنپور، وصُلي عليه عصرًا، وشارك في صلاة الجنازة خلقٌ غفير من مناطق الهند. وقد شارك آلاف المُسلمين في تشييع الجونفوري إلى مثواه الأخير، ونعاه الكثيرون، منهم الدكتور رشيد بوطربوش رئيس الجامعة الإسلاميَّة بأوروپَّا، والأمانة العامَّة لِهيئة عُلماء المُسلمين بِالعراق.